# 高讜
高 讜（こう とう、生没年不詳）は、北魏の官僚・軍人。本貫は渤海郡蓨県。

## 経歴
高展（高湖の伯父）の子として生まれた。太武帝の夏に対する征戦に従い、功績により游撃将軍の号を受け、南皮子の爵位を受けた。429年（神䴥2年）、崔浩らとともに『国書』の編纂に参加した。中書侍郎となった。給事中・冀青二州中正に転じた。仮の散騎常侍・平東将軍の位を受け、蓨県侯に封じられた。高句麗への使者をつとめた。死去すると、安南将軍・冀州刺史の位を追贈され、仮の滄水公に追封された。諡は康といった。

## 子女
- 高祚（爵位を嗣ぎ、東青州刺史となった）
- 高祐
- 高欽（幼くして叔父の高済が南朝宋への使者に立つのに随従した。帰国して中書学生となり、秘書中散に転じた）

## 伝記資料
- 『魏書』巻57 列伝第45
- 『北史』巻31 列伝第19